# Yasmine Yamada

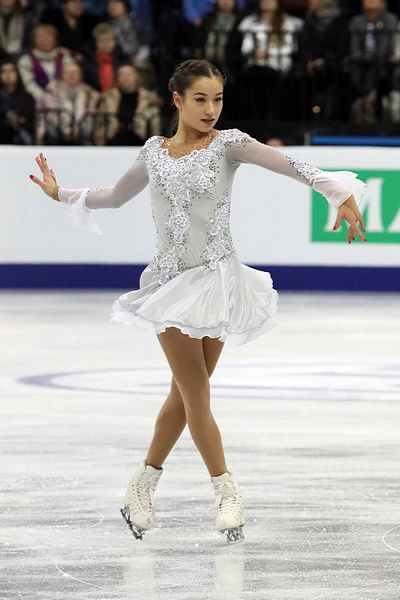
Yasmine Yamada, 2019

Yasmine Kimiko Yamada (* 30. August 1997 in Zürich) ist eine Schweizer Eiskunstläuferin.
Die Hönggerin erreichte bereits Ende der 2000er Jahre Medaillenplätze bei Eiskunstlauf-Schweizermeisterschaften in der Kategorie Mini. Im Jahr 2017 war sie Schweizer Meisterin. Sie nahm an den Eiskunstlauf-Weltmeisterschaften 2016 in Boston und an mehreren Eiskunstlauf-Europameisterschaften teil.